# Pouilly-le-Monial
Pouilly-le-Monial és un municipi francès situat al departament del Roine i a la regió d'Alvèrnia-Roine-Alps. L'any 2007 tenia 842 habitants.

## Demografia

### Població
El 2007 la població de fet de Pouilly-le-Monial era de 842 persones. Hi havia 296 famílies de les quals 30 eren unipersonals (9 homes vivint sols i 21 dones vivint soles), 116 parelles sense fills, 133 parelles amb fills i 17 famílies monoparentals amb fills.
La població ha evolucionat segons el següent gràfic:
Habitants censats

### Habitatges
El 2007 hi havia 346 habitatges, 309 eren l'habitatge principal de la família, 23 eren segones residències i 15 estaven desocupats. 310 eren cases i 34 eren apartaments. Dels 309 habitatges principals, 260 estaven ocupats pels seus propietaris, 44 estaven llogats i ocupats pels llogaters i 4 estaven cedits a títol gratuït; 1 tenia una cambra, 15 en tenien dues, 41 en tenien tres, 80 en tenien quatre i 172 en tenien cinc o més. 238 habitatges disposaven pel capbaix d'una plaça de pàrquing. A 115 habitatges hi havia un automòbil i a 186 n'hi havia dos o més.

### Piràmide de població
La piràmide de població per edats i sexe el 2009 era:
| Homes | Edats   | Dones |
| ----- | ------- | ----- |
| 0     | 95 o +  | 0     |
| 0     | 90 a 94 | 0     |
| 4     | 85 a 89 | 4     |
| 0     | 80 a 84 | 8     |
| 12    | 75 a 79 | 8     |
| 4     | 70 a 74 | 8     |
| 20    | 65 a 69 | 16    |
| 28    | 60 a 64 | 16    |
| 16    | 55 a 59 | 20    |
| 36    | 50 a 54 | 28    |
| 44    | 45 a 49 | 32    |
| 36    | 40 a 44 | 36    |
| 20    | 35 a 39 | 36    |
| 8     | 30 a 34 | 8     |
| 32    | 25 a 29 | 24    |
| 20    | 20 a 24 | 12    |
| 28    | 15 a 19 | 28    |
| 20    | 10 a 14 | 48    |
| 16    | 5 a 9   | 24    |
| 24    | 0 a 4   | 20    |

## Economia
El 2007 la població en edat de treballar era de 562 persones, 426 eren actives i 136 eren inactives. De les 426 persones actives 390 estaven ocupades (204 homes i 186 dones) i 36 estaven aturades (16 homes i 20 dones). De les 136 persones inactives 55 estaven jubilades, 57 estaven estudiant i 24 estaven classificades com a «altres inactius».

### Ingressos
El 2009 a Pouilly-le-Monial hi havia 323 unitats fiscals que integraven 921 persones, la mediana anual d'ingressos fiscals per persona era de 20.952 €.

### Activitats econòmiques
Dels 34 establiments que hi havia el 2007, 4 eren d'empreses de fabricació d'altres productes industrials, 11 d'empreses de construcció, 4 d'empreses de comerç i reparació d'automòbils, 1 d'una empresa d'hostatgeria i restauració, 1 d'una empresa d'informació i comunicació, 1 d'una empresa financera, 1 d'una empresa immobiliària, 8 d'empreses de serveis i 3 d'empreses classificades com a «altres activitats de serveis».
Dels 14 establiments de servei als particulars que hi havia el 2009, 1 era una funerària, 2 tallers de reparació d'automòbils i de material agrícola, 2 paletes, 1 guixaire pintor, 2 fusteries, 2 lampisteries, 1 electricista, 2 perruqueries i 1 restaurant.
L'any 2000 a Pouilly-le-Monial hi havia 29 explotacions agrícoles que ocupaven un total de 180 hectàrees.

## Equipaments sanitaris i escolars
El 2009 hi havia una escola elemental.

## Poblacions més properes
El següent diagrama mostra les poblacions més properes.